# Buckminster Fuller
Buckminster Fuller (teljes nevén Richard Buckminster “Bucky” Fuller) (Milton,         Massachusetts, 1895. július 12. – Los Angeles, Kalifornia, 1983. július 1.) amerikai autodidakta formatervező, tervezőmérnök, építész, költő, író és feltaláló. Több mint 30 könyv szerzője, feltalálóként 28 fejlesztést szabadalmaztatott és munkássága elismeréseként 47 tiszteletbeli doktori címet adományoztak neki.

## Élete
A Massachusetts állambeli Miltonban született 1895. július 12-én. Szülei Richard Buckminster Fuller kereskedő és Caroline Wolcott Andrews. Egy öccse és két húga volt. Gyermekként Fröbel óvodába járatták szülei. Még az egyetem előtt gépészetet tanult, hogy megismerje a szerszámgépek működését.
A massachusettsi Milton Akadémiára járt, majd a Harvard Egyetemen matematikát tanult, de nem fejezte be felsőszintű tanulmányait. 1917. július 12-én feleségül vette Anne Hewlett Fullert (1896-1983). Két lánygyermekük született. Elsőszülött lánya, Alexandra hároméves korában tüdőgyulladásban meghalt. Elvesztése nagyon megviselte Fuller idegrendszerét, és abban az időben anyagilag is csődközeli helyzetbe került a családja. Több éven át húsfeldolgozó üzemekben dolgozott, egészen addig, míg képes volt eltartani a családját a találmányaiból és az írásaiból.

## Munkássága
Fullert egész életében egyetlen központi kérdés foglalkoztatta: „Van-e esélye az emberiségnek arra, hogy hosszú ideig és sikeresen fennmaradjon a Földön, és ha igen, hogyan?”
Magát átlagembernek tekintette, akinek nincs különösebb vagyona vagy felsőfokú képzettsége. Életét mégis ennek a kérdésnek szentelte: egy olyan ember, mint ő, tehet-e az emberiség helyzetének előmozdításáért valami olyasmit, amire a nagyvállalatok, kormányok, magánvállalkozások természetüknél fogva nem képesek.
Több mint harminc könyvet írt, és olyan fogalmakat alkotott meg és népszerűsített, mint a Föld-űrhajó (spaceship Earth), a kérészéletűsítés (ephemeralization) és szinergetika (synergetics).
Számos találmánya is volt, főként a design és építészeti jellegűek; közülük a legismertebb a geodéziai kupola (geodesic dome). A 60 szénatomból álló fullerénmolekulát (Buckminster-fullerén: a C60 molekula) róla nevezték el, mivel annak alakja geodéziai kupoláéra emlékeztet.  A molekula alakja az öt- és hatszögű lapokból összeállított focilabdáéval egyezik meg, belül pedig üres.
Ő szinte az egyetlen – bár sokakról feltételezik: Leonardo da Vinci, Benjamin Franklin, Albert Einstein –, akivel kapcsolatban részletes, írásos dokumentáció bizonyítja, hogy polifázisos alvó volt. A saját maga által elnevezett Dymaxion sleep 6 óránként 30 perc alvásból állt. Ehhez 2 éven át tartotta magát, miközben barátja rendszeresen ellenőrizte egészségi állapotát.

## Halála
Feleségét egy Los Angeles-i kórházban kezelték rákkal, a betegség végső stádiumában kómában volt. 1983. július 1-én felesége látogatásakor Fuller felállt és azt kiáltotta: Megszorította a kezem! Ezután szívrohamot kapott, és egy órával később meghalt. Felesége 36 óra múlva szintén elhunyt. Massachusetts államban Cambridge Mount Auburn temetőben helyezték őket nyugalomba.

## Idézetek
Ami te vagy, annak kilencvenkilenc százaléka láthatatlan és érinthetetlen.
Soha nem tudsz megváltoztatni dolgokat az által, hogy harcolsz a létező valóság ellen. Hogy megváltoztass valamit, építs egy új modellt, ami elavulttá teszi a már létezőt.

## Magyarul megjelent műve
- Földűrhajó. Használati útmutató; ford. Sallay Katalin; Magyar Kommunikáció Tudományi Alapítvány, Debrecen, 2007

## Képtár

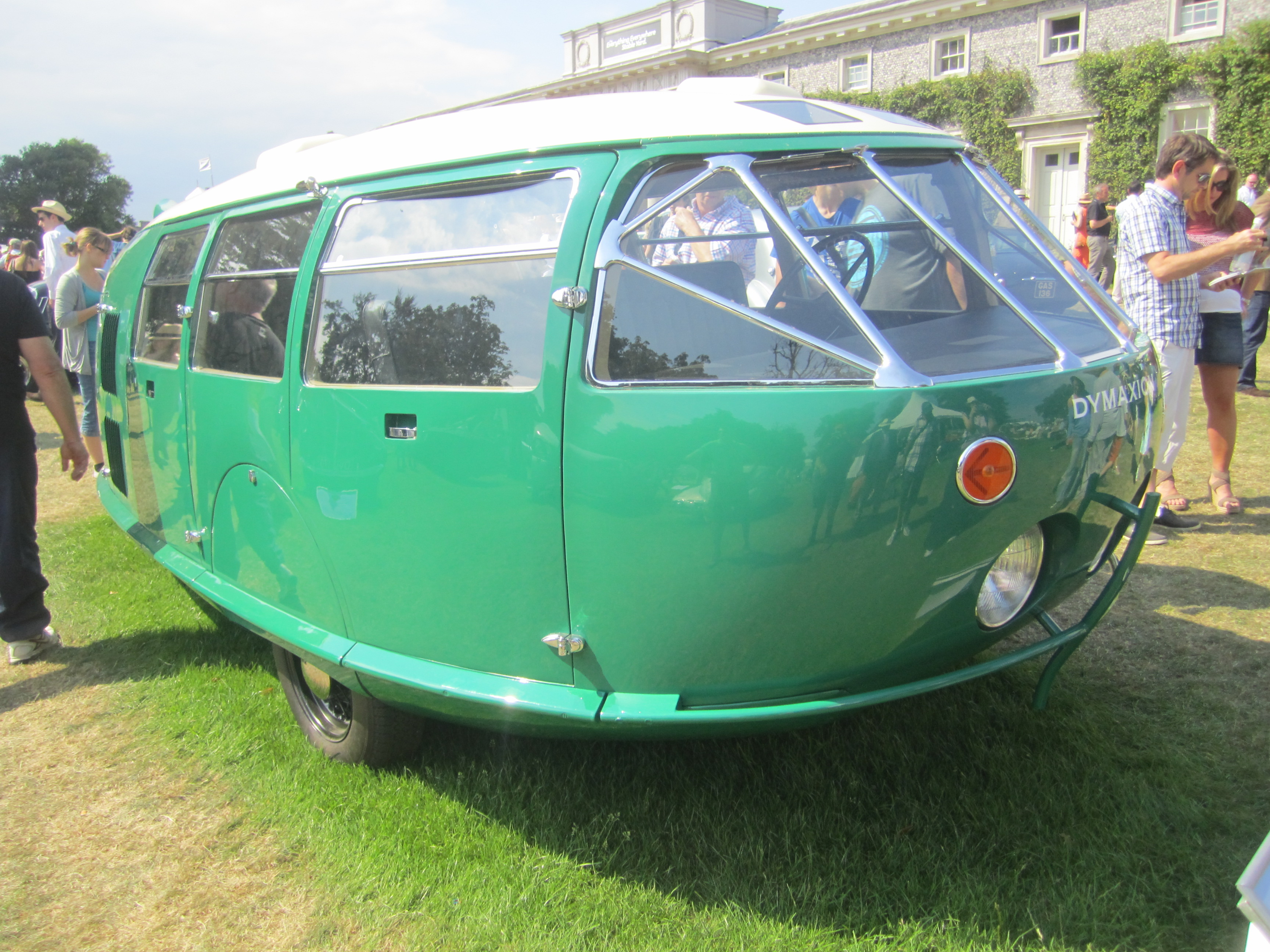
Dymaxion Személygépkocsi
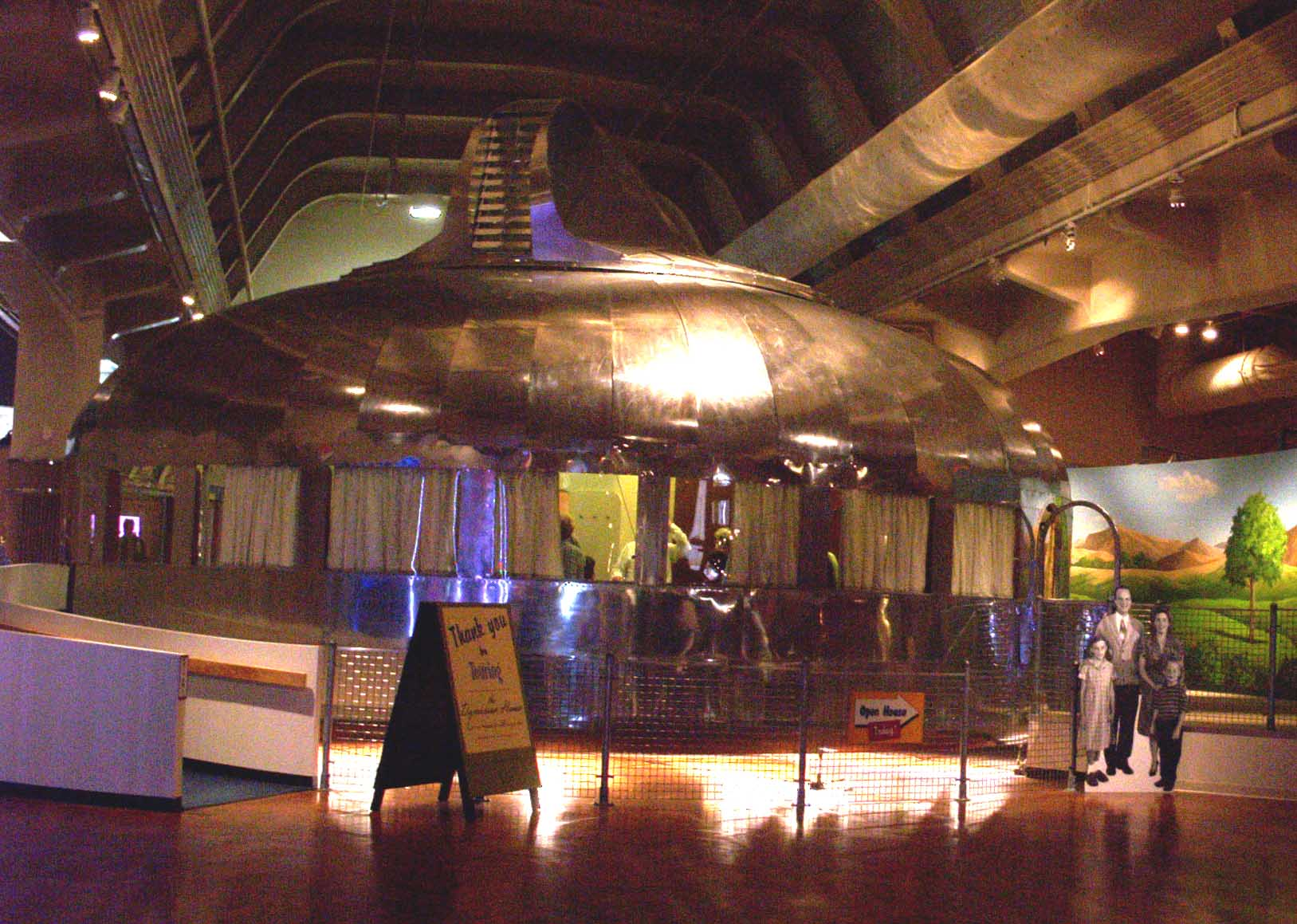
Dymaxion Ház
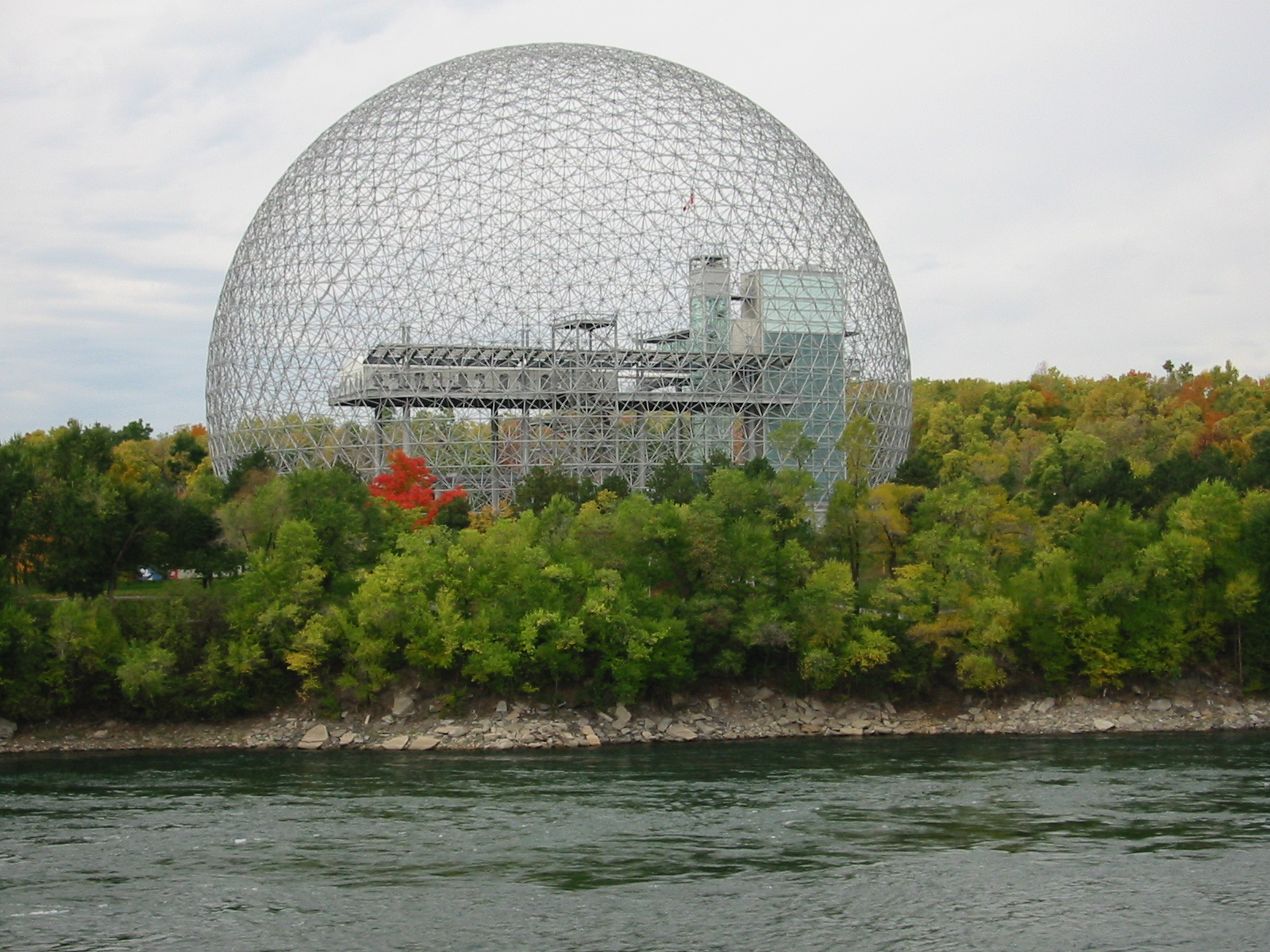
Montreal Biosphère
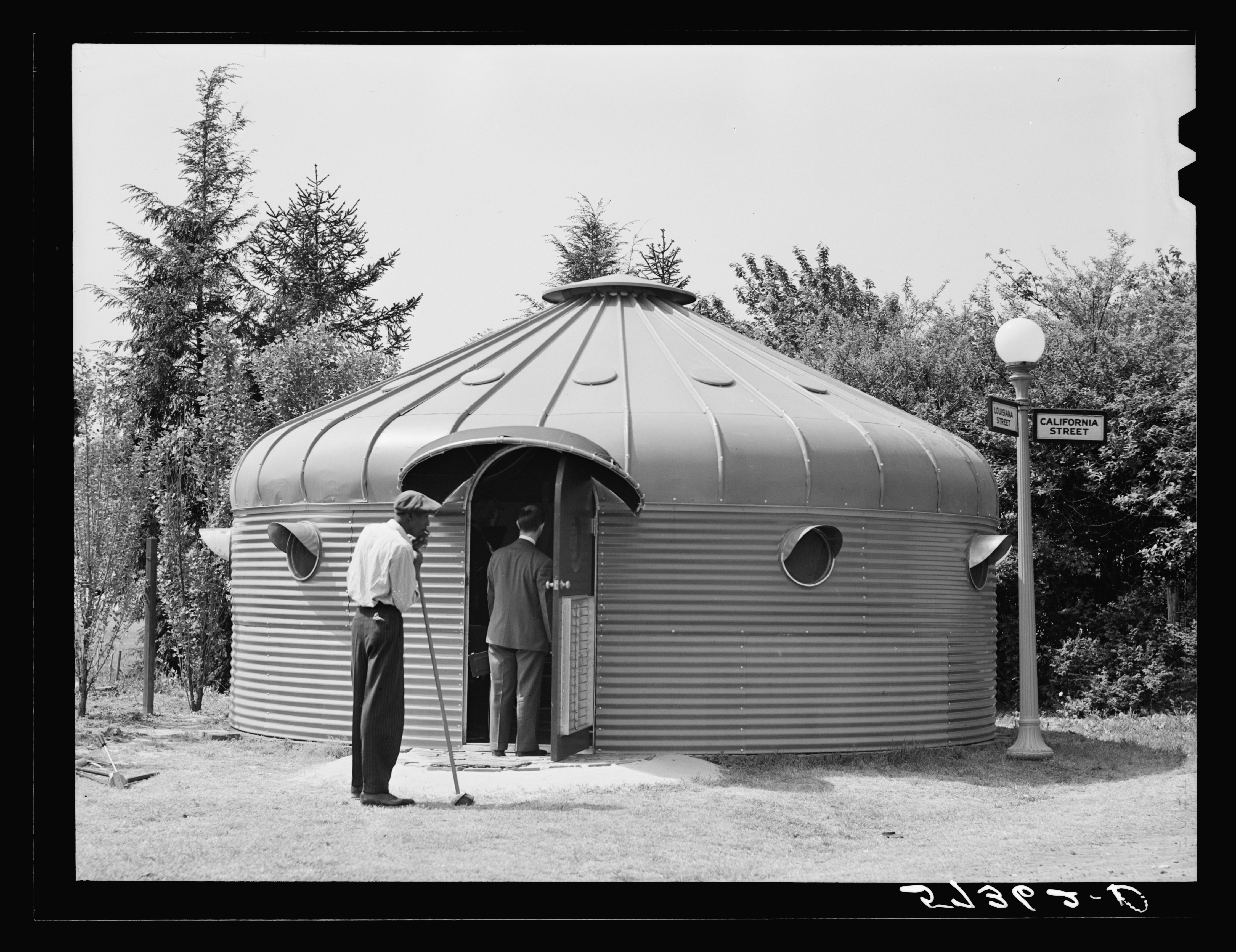
Dymaxion Ház, korabeli felvétel
Dymaxion Térkép